# Arthur Tacquin
Arthur Tacquin, né le 17 septembre 1869 à Ways (Belgique) et mort le 19 janvier 1966 à Safi (Maroc), est un médecin, océanographe, zoologue, minéralogiste, explorateur, navigateur et photographe belge.

## Biographie
Il naît à Ways en Brabant wallon, dans une vieille famille de meuniers, le 17 septembre 1869, dans le moulin familial le Moulin de Ways.

## Son mariage, ses liens familiaux
Il avait épousé le 13 mars 1920 à Bruxelles (mariage béni même jour en l'église évangélique de Bruxelles par le pasteur Paul Rochedieu), Lola (Hélène) Battaille, née à Saint-Pétersbourg le 26 août 1899, de trente ans sa cadette, fille de Charles Herman Battaille, ingénieur, né à Pétrograd le 2 février 1861, décédé à Paris 17e, le 24 février 1917 et d'Eugénie (Génia) Vassilievna Pravednaya, et appartenant à une famille cosmopolite d'ingénieurs belges en Russie et qui par son aïeule Marie Battaille-Straatman, fille de l'armateur Lambert Straatman, était la cousine du sinologue et diplomate Charles Michel, de l'architecte Henri Van Dievoet, du décorateur Art nouveau Gabriel van Dievoet et la petite-nièce des généraux Charles Rouen et Jean Prosper Beaudrihaye, importants personnages du règne de Léopold II de Belgique.
L'ingénieur Albert Battaille, oncle de Lola, avait épousé Françoise Soubre, la fille aînée du peintre Charles Soubre.

## Famille Tacquin-Battaille

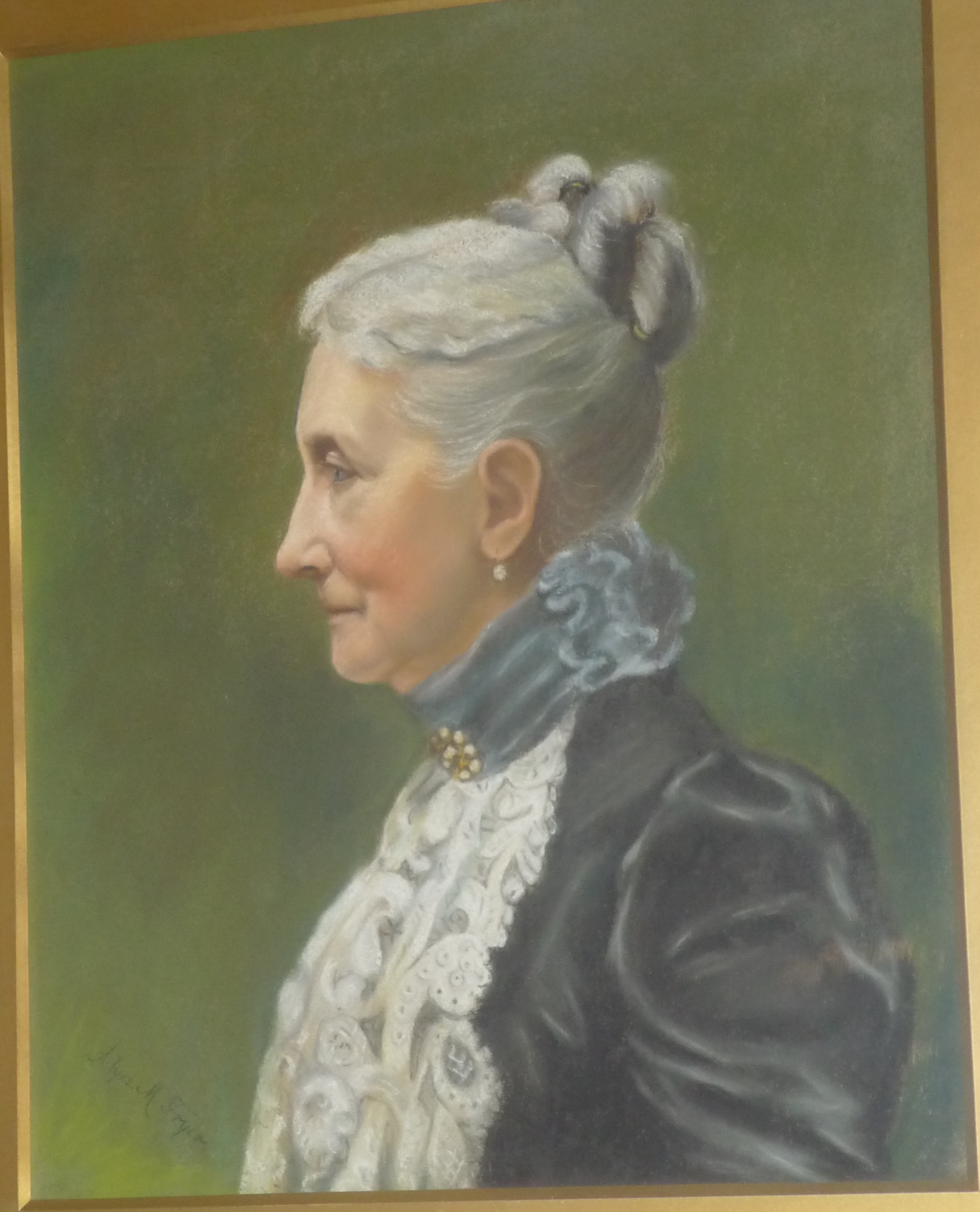
Portrait au pastel de Marie Straatman, épouse de l'ingénieur Jean Battaille, grand-mère de Lola Battaille épouse du Docteur Arthur Tacquin. (Pastel par Alyce M. Fryer).

I. Lambert Straatman, CN, commissionnaire-expéditeur, affréteur, agent d’assurances maritimes et en douane, armateur, à Bruxelles (Quai au Bois à Brûler, 36) et à Anvers (Quai St Pierre, 11), né à Bergen op Zoom le 14 octobre 1802, fils de Arnold et de Anne Marie Vetten, décédé à Ixelles le 18 avril 1888, épousa à Bruxelles le 11 mars 1826, Marie-Sophie Fautier, née à Amsterdam le 8 juin 1802 (baptisée même jour à la Chapelle Française), décédée à Bruxelles le 8 novembre 1878, fille de Pierre Joseph Fautier né en 1771 à Gardencourt (France) et décédé à Bruxelles le 12 avril 1826 (fils de Louis Fautier et de Marie Legendre) et de Marie Adrienne van der Burch, née en 1778 à Gorcum (Gorinchem), Pays-Bas et décédé le 29 décembre 1845 à Bruxelles.
II. Anne Marie Joséphine Straatman, membre effectif (1873 à 1881) de la Société royale de philanthropie, née le 2 septembre 1830 à Malines dans une péniche « door tijds omstandigheden », épousa à Bruxelles le 1er février 1853 (acte 104) Jean Charles Battaille, architecte-ingénieur, chevalier de l’ordre de Léopold, de l’ordre de Saint-Stanislas, de l’Ordre de Sainte-Anne de Russie, de l’ordre de Saint-Alexandre de Bulgarie, né à Saint-Josse-ten-Noode le 14 février 1830 décédé au large d’Alexandrie (Égypte) le 16 avril 1889, fils de Pierre-Michel Battaille, 1801-1886, contrôleur du Cadastre au Ministère des Finances, puis receveur des contributions honoraire, et de Jeanne-Françoise Frédérique Hubertine Strauch, 1806-1880.
Jean-Charles Battaille s'occupa de la construction de chemins de fer en de nombreux pays, Russie, Bulgarie.
En Belgique il demanda la construction et la concession d'une ligne destinée à relier aux hauts fourneaux et usines de l'amont de Liége ainsi qu'au bassin houiller de cette ville les exploitations de minerais de fer de Comblain, Xhoris, Ville et environs ainsi que d'une ligne de chemin de fer direct de Termonde à St Nicolas.
III. Charles Herman Battaille, ingénieur, né à Pétrograd le 2 février 1861, décédé à Paris 17e, le 24 février 1917, épousa en premières noces Marie Louise Jamet, (mariage dissous le 26 février 1898) et épousa en secondes noces à Bruxelles le 22 février 1899, Eugénie (Génia) Vassilievna  Pravednaya, revenue vers 1921 en Belgique, née à St-Petersbourg le 3 novembre 1871, fille de Basile Andreev Pravednaye né à Kiev en 1817 et de Marie Ivanova Grass, née à Petrograd en 1830. Dont :
IV. Hélène (Lola) Battaille, née à Saint-Pétersbourg le 26 août 1899 et morte à Mandelieu le 18 août 1980, épousa à Ixelles le 13 mars 1920, le Docteur Arthur Tacquin, médecin, océanographe et explorateur, ils s’établirent au Maroc. Dont deux fils :
1)  John Tacquin né en 1921, pilote d'avion, héros de la RAF lors de la guerre 1940-45, né à Mogador (Maroc) le 10 avril 1921, épousa Marie Paule Nolte.
2) Georges Tacquin (1927-1999), épousa Henriette Challandes. Dont postérité.

## Sa carrière scientifique
Après des études primaires à Ways et à Genappe, c'est au d'abord au collège Sainte-Gertrude de Nivelles puis au séminaire de Basse-Wavre qu'il fit ses humanités de 1880 à 1886, pour s'inscrire en 1886 à la faculté de médecine de l'Université libre de Bruxelles dont il sortira médecin en 1893.
C'est dès 1895 qu'il se passionnera pour le projet d'exploration en Antarctique d'Adrien de Gerlache et fera partie de la commission scientifique composée de cinq jeunes savants chargée de mettre ce projet sur pied.
De 1896 à 1897, il perfectionnera ses connaissances scientifiques dans la station de zoologie maritime de Naples et l'Institut sismologique.
De 1894 à 1896, il fit plusieurs voyages au Congo belge et donne des conférences sur le projet d'expédition en Antarctique. Il découvre la richesse poissonneuse des côtes sahariennes et réunit des collections malacologiques et ornithologiques qui seront déposées à l'Institut royal des Sciences naturelles de Belgique.

### Le conflit avec Adrien de Gerlache de Gomery
Il a préparé avec Adrien de Gerlache de Gomery l'expédition antarctique belge, mais celui-ci, craignant d'être supplanté dans la direction de cette expédition par le Docteur Tacquin dont les connaissances variées dans les sciences de la nature et dans l'art de la navigation auraient tôt fait de le mettre au premier plan, se débarrasse de lui sous un prétexte fallacieux, accusant cet homme sobre d'être un ivrogne.
Actuellement encore, Charles-Emmanuel Schelfout dans sa biographie reprend les accusations non fondées de Gerlache à l'encontre du docteur Tacquin ; il y reprend également comme argent comptant les propos que tenait Adrien de Gerlache contre les éminents savants membres de la Société royale belge de géographie, alors que cette société avait organisé une souscription en 1896 en faveur de l'expédition de Gerlache. Gerlache écrivant même au sujet du grand savant Jean Du Fief (1829-1908) "Du Fief était un fieffé coquin.." .

### La poursuite de sa carrière de découvreur
Tacquin ne baisse pas les bras et il entreprend d'explorer la région de Tenerife dans les années 1900-1903, et découvre d'immenses bancs de poissons qu'il signale au roi Léopold II de Belgique.
Durant la guerre de 14-18, il devient médecin de la Cour et installe un dispensaire en plein Palais Royal à Bruxelles.
Il s'installe ensuite définitivement au Maroc où il meurt (à Safi) le 19 janvier 1966.